# Шенцза
Шенцза (кит. 申扎镇, пін. Shēnzhā Zhèn) — містечко у КНР, адміністративний центр однойменного повіту міста-префектури Нагчу.

## Географія
Шенцза розташовується у східній частині регіону У-Цанг.

### Клімат
Містечко перебуває у зоні так званої «гірської тундри», котра характеризується кліматом арктичних пустель. Найтепліший місяць — липень із середньою температурою 10 °C (50 °F). Найхолодніший місяць — січень, із середньою температурою -10 °С (14 °F).
| Клімат Шенцзи           | Клімат Шенцзи | Клімат Шенцзи | Клімат Шенцзи | Клімат Шенцзи | Клімат Шенцзи | Клімат Шенцзи | Клімат Шенцзи | Клімат Шенцзи | Клімат Шенцзи | Клімат Шенцзи | Клімат Шенцзи | Клімат Шенцзи | Клімат Шенцзи |
| Показник                | Січ.          | Лют.          | Бер.          | Квіт.         | Трав.         | Черв.         | Лип.          | Серп.         | Вер.          | Жовт.         | Лист.         | Груд.         | Рік           |
| Середній максимум, °C   | −2            | −1            | 2             | 6             | 10            | 15            | 15            | 14            | 12            | 6             | 1             | −1,1          | 6             |
| Середня температура, °C | −10           | −8            | −4            | 0             | 3             | 8             | 10            | 9             | 7             | 0             | −5            | −8            | 0             |
| Середній мінімум, °C    | −17           | −15           | −11           | −6            | −2            | 2             | 4             | 3             | 1             | −5            | −12           | −15           | −6            |
| Норма опадів, мм        | 1             | 1             | 1             | 3             | 12            | 41            | 90            | 90            | 47            | 7             | 1             | 1             | 294           |
| ----------------------- | ------------- | ------------- | ------------- | ------------- | ------------- | ------------- | ------------- | ------------- | ------------- | ------------- | ------------- | ------------- | ------------- |
| Джерело: Weatherbase    |               |               |               |               |               |               |               |               |               |               |               |               |               |